# 16-й истребительный авиационный полк ПВО
16-й истребительный авиационный полк ПВО (16-й иап ПВО) — воинская часть авиации ПВО, принимавшая участие в боевых действиях Великой Отечественной войны и в войне в Корее в 1950-х годах.

## Наименования полка
За весь период своего существования полк своё наименование не менял:
- 16-й истребительный авиационный полк ПВО[1][2];
- 16-й истребительный авиационный полк;
- Войсковая часть (Полевая почта) 35488[1][2].

## История и боевой путь полка
16-й истребительный авиационный полк сформирован в ВВС Московского военного округа на основе 68-й истребительной эскадрильи в составе 5 эскадрилий по приказу МВО по л/с № 00102 от 09.05.1938 г. Включён в 92-ю авиабригаду ВВС МВО (переименована в 57-ю абр ВВС МВО).
В январе 1940 года три эскадрильи 16-го иап выделены на формирование 146-го и 148-го истребительных авиаполков. В феврале 1941 года полк начал перевооружаться на истребители МиГ-3. 12 августа 1940 года полк включён в состав 24-я истребительная авиационная дивизия ВВС Московского военного округа .
20 июня 1941 года полк вошёл в состав 6-го истребительного авиакорпуса ПВО, развёрнутого на основе управлений 24 -й иад и 78-й иад ПВО. Укомплектован по штату 15/21 (4 эскадрильи и 63 самолёта), вооружён самолётами МиГ-3 (в основном) и И-16.
22 июня 1941 года в составе 6-го иак ПВО Московской зоны ПВО вступил в боевые действия против фашистской Германии и её союзников на самолётах МиГ-3 и И-16. Осуществлял прикрытие города и военных объектов Москвы с воздуха, помимо выполнения задач ПВО вылетал на прикрытие своих войск, штурмовку войск противника, действуя в интересах командования наземных фронтов.
24 июля 1941 года одержана первая известная воздушная победа полка в Отечественной войне: старший лейтенант Бурьян Н. П., пилотируя И-16, в ночном воздушном бою в районе южной окраины Москвы сбил немецкий бомбардировщик Ju-88.
1 августа 1941 года полк переформирован по штату 015/134 на аэродроме Люберцы путём выделения из состава полка нового 17-го истребительного авиационного полка.
5 апреля 1942 года полк вместе с 6-м иак ПВО вошёл в состав войск Московского фронта ПВО. В мае 1943 года 1 эскадрилья (10 экипажей) перевооружена на английские истребители «Спитфайр»-V, 2-я и 3-я эскадрильи сохранили на вооружении МиГ-3.
После преобразования 6-го иак ПВО в 1-ю воздушную истребительную армию Московского фронта ПВО 9 июня 1943 года полк вошёл во вновь сформированную в составе этого объединения 320-ю истребительную авиадивизию ПВО.
Московский фронт ПВО 04.07.1943 г. преобразован в Особую Московскую армию ПВО в составе Западного фронта ПВО. 1.10.1943 г. поле исключён из действующей армии.
В июле 1944 года 2-я и 3-я эскадрильи перевооружены на американские истребители «Киттихаук». 28 июля 1944 года полк передан из 320-й иад ПВО в 319-ю истребительную авиадивизию ПВО 1-й воздушной истребительной армии Северного фронта ПВО. 24 декабря 1944 года из расформированной ОМА ПВО вместе с 319-й иад ПВО передан в состав войск Центрального фронта ПВО и полностью перевооружён на английские истребители «Спитфайр»-IX.

### Итоги боевой деятельности полка в Великой Отечественной войне

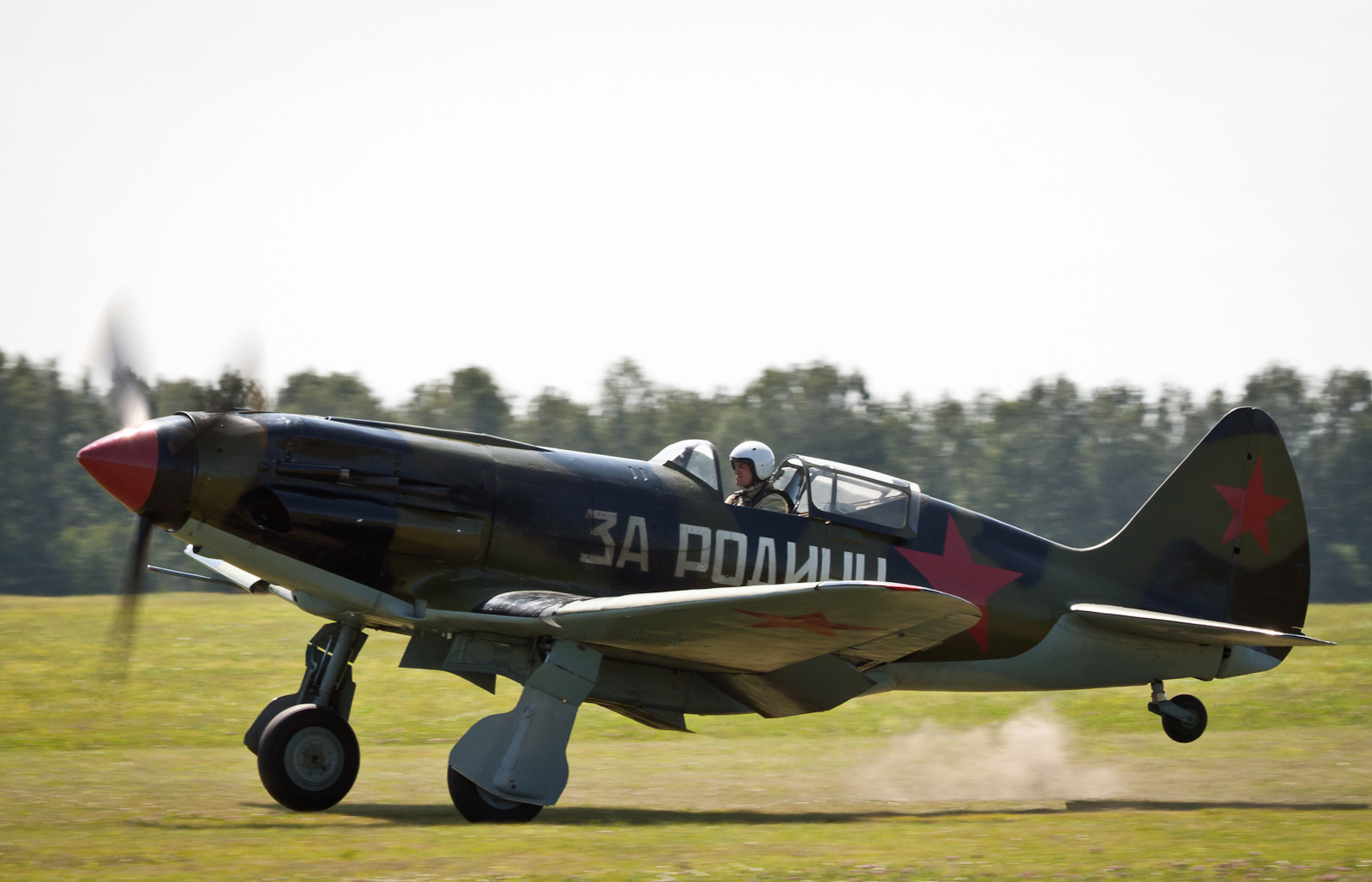
Самолёт МиГ-3

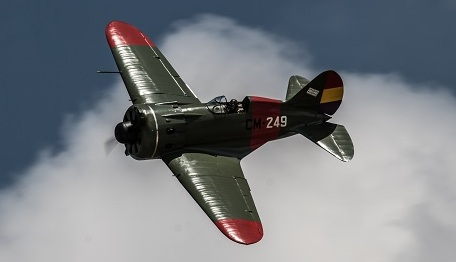
Самолёт И-16

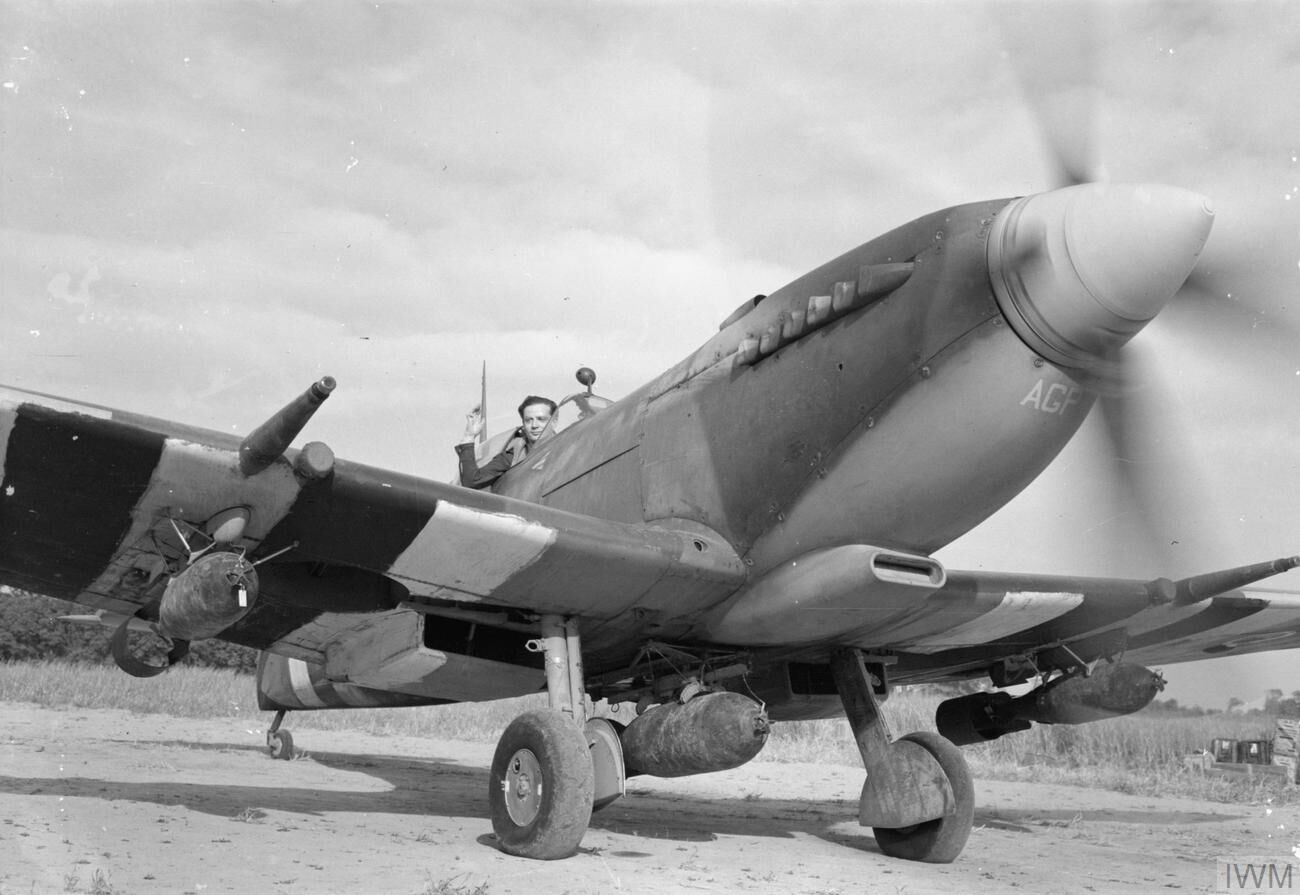
Spitfire

- Совершено боевых вылетов — 4198, из них[1]:
  - на штурмовку — 218
  - на перехват — 306
  - на патрулирование — 3179
  - на патрулирование ночью — 348
  - на сопровождение — 147
  - Проведено воздушных боёв — 143 (39 одиночных и 104 групповых)
- Сбито самолётов противника — 84, из них[1]:
  - бомбардировщиков — 42
  - разведчиков — 2
  - истребителей — 40
- Уничтожено при штурмовках[1]:
  - танков — 8
  - орудий ПА — 3
  - БРМ — 8
  - тракторов с орудиями — 6
  - автомашин — 431
  - легковых автомобилей — 8
  - повозок — 209
  - мостов — 8
- Свои потери (до 01.10.1943)[1]:
  - боевые
  - лётчиков — 4, из них:
    - погибло в воздушных боях — 1
    - сбито ЗА — 2
    - погибло на аэродромах — 1
    - самолётов — 11, из них:
      - сбито в воздушных боях — 4
      - сбито ЗА — 2
      - не вернулось с боевого задания — 4
      - уничтожено на аэродромах — 1

  - небоевые
    - лётчики—2
    - самолётов — 5

### В действующей армии
В составе действующей армии:
- с 22 июля 1941 года по 1 октября 1943 года.

### Командиры полка
- майор Пруцков, Фёдор Максимович, 05.11.1939 — 02.04.1942[1];
- майор Марченко Георгий Александрович, 02.04.1942 — 17.10.1942[1];
- майор, подполковник Лопатко Алексей Акимович, 17.10.1942 — 31.12.1945[1].

### Послевоенный период истории полка
1 октября 1948 года полк вошёл в состав вновь сформированной 97-й истребительной авиационной дивизии ПВО 33-го истребительного авиационного корпуса ПВО Московского района ПВО. В 1950 году получил новые истребители МиГ-15. Вместе с 97-й иад ПВО 22.12.1951 г. убыл в правительственную командировку в КНР. В КНР прибыл 01.01.1952 г. в составе 97-й иад.
В период с 16 января 1952 года по 10 августа 1952 года полк в составе 97-й иад 64-го истребительного авиационного корпуса принимал участие в вооружённом конфликте на территории Кореи (на стороне КНДР) на самолётах МиГ-15.

#### Результаты боевой работы
- Совершено боевых вылетов — 1762[1]
- Проведено воздушных боёв — 69[1]
- Сбито самолётов сил ООН — 26, из них[1]:
  - истребители-бомбардировщики — 4
  - истребители — 22
- Свои потери[1]:
  - лётчиков — 8 (из них один — небоевая потеря)
  - самолётов — 11.

Окончив боевые действия 1 сентября 1952 года полк вместе с 97-й иад ПВО убыл из КНР. 13 сентября 1952 года в составе 97 иад прибыл в 42-ю воздушную истребительную армию ПВО Бакинского района ПВО. В период с 25 октября по 5 ноября 1952 года полк в составе 97-й иад ПВО перебазировался в ВВС Таврического военного округа, где вошёл в 52-й истребительный авиационный корпус ВВС Таврического военного округа. В 1955 году полк переучился на самолёты МиГ-17.
В связи с расформированием Таврического военного округа 15 июня 1956 года вместе с 97-й иад вошёл в состав 48-й воздушной армии Одесского военного округа. В связи с сокращениями Вооружённых сил СССР в период с 15 октября 1959 года по 3 января 1960 года полк расформирован вместе с 97-й иад в 48-й ВА на своём аэродроме Саки.
|  |  |  |

## Герои Советского Союза
- Бойцов Аркадий Сергеевич, заместитель командира эскадрильи по политической части 16-го истребительного авиационного полка (97-я истребительная авиационная дивизия ПВО, 64-й истребительный авиационный корпус), майор, Указом Президиума Верховного Совета СССР от 14 июля 1953 года за мужество и героизм, проявленные при выполнении воинского долга был удостоен звания Героя Советского Союза (медаль № 10861)[4].
- Голубин Иван Филиппович, лейтенант, заместитель командира эскадрильи 16-го истребительного авиационного полка 4 марта 1942 года Указом Президиума Верховного Совета СССР удостоен звания Герой Советского Союза. Золотая Звезда № 676.
- Заболотный Иван Николаевич, старший лейтенант, командир звена 16-го истребительного авиационного полка 4 марта 1942 года Указом Президиума Верховного Совета СССР удостоен звания Герой Советского Союза. Посмертно.
- Шумилов, Иван Петрович, лейтенант, командир звена 16-го истребительного авиационного полка Указом Президиума Верховного Совета СССР от 4 марта 1942 года удостоен звания Герой Советского Союза. Золотая Звезда № 666. Всего во время войны совершил 565 боевых вылетов, сбил по разным данным от 12 до 16 самолётов противника.

## Самолёты на вооружении
| Период      | Самолёты       |
| ----------- | -------------- |
| 1938 — 1941 | И-16           |
| 1941 — 1944 | МиГ-3          |
| 1943 — 1944 | Spitfire Mk.V  |
| 1944 — 1950 | Spitfire Mk.IX |
| 1950 — 1955 | МиГ-15         |
| 1955 — 1960 | МиГ-17         |

## Базирование
| Период                  | Место базирования            |
| ----------------------- | ---------------------------- |
| 1943 — 10.1948          | Люберцы (Московская область) |
| 10.1948 — 22.12.1951    | Рязань, Рязанская область    |
| 22.12.1951 — 28.05.1952 | Андунь, Китай                |
| 28.05.1952 — 01.09.1952 | Мукден, Китай                |
| 01.09.1952 — 03.01.1960 | Саки, Крым                   |